# Richtlinie 77/576/EWG

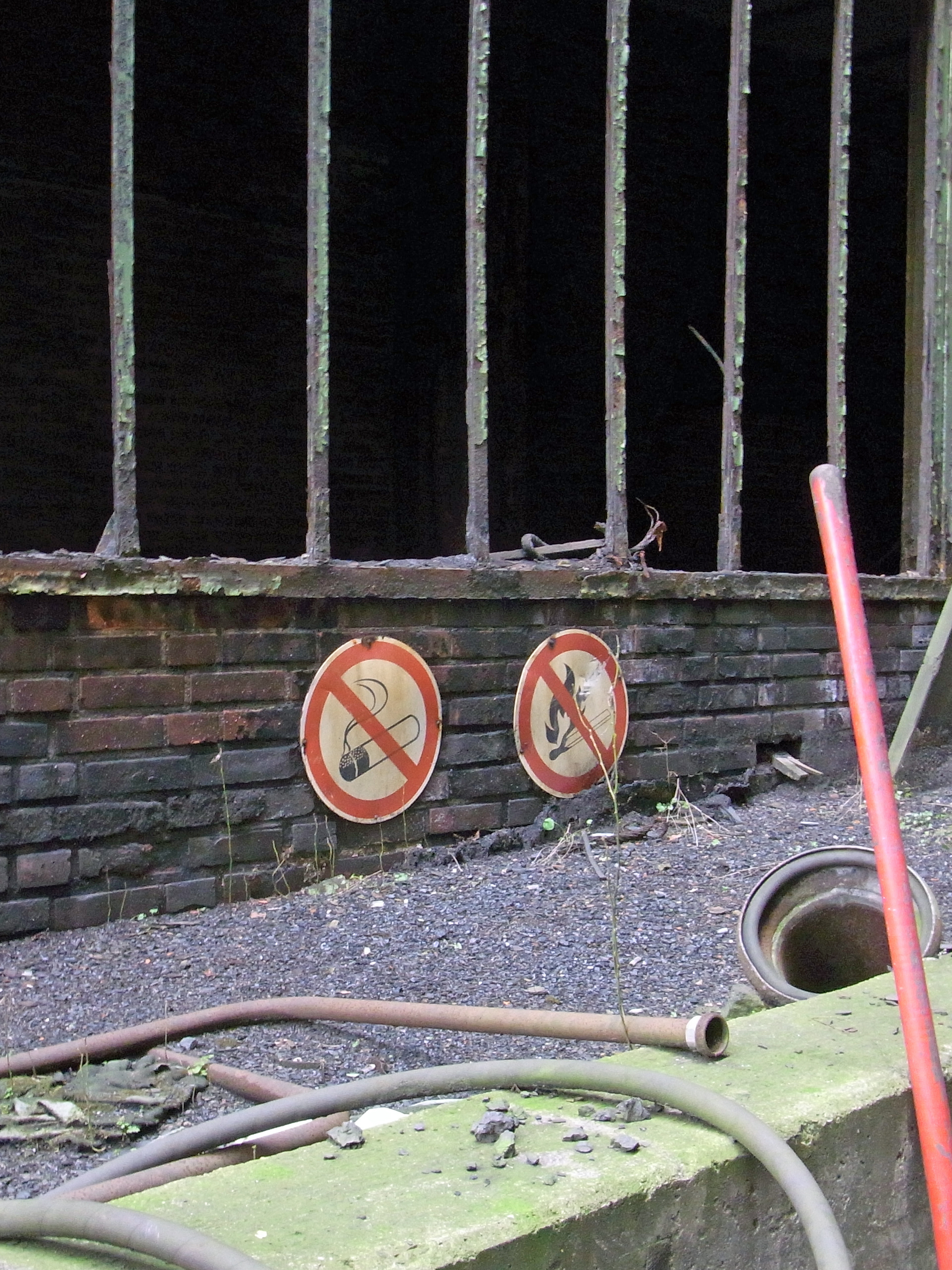
Sicherheitsschilder entsprechend der Richtlinie 77/576/EWG

Die Richtlinie 77/576/EWG ist die Vorläufer-Richtlinie zur Richtlinie 92/58/EWG. Sie legte die Sicherheitskennzeichnung für die Arbeitsstätten in der Europäischen Wirtschaftsgemeinschaft mit Ausnahme des Steinkohlenbergbaues fest. In Deutschland wurde sie in der Unfallverhütungsvorschrift VBG 125 Sicherheitskennzeichnung umgesetzt, in Österreich mit dem ArbeitnehmerInnenschutzgesetz.

## Gestalterische Grundlagen
In Anhang I sind die Grundsätze der Sicherheitskennzeichnung vorgeschrieben. Hierzu werden Farbe und Form definiert. Hierbei bedeuten die Farben:
| Sicherheitsfarbe | Bedeutung oder Aufgabe | Anwendungsbeispiele |
| ---------------- | --- | --- |
| Rot              | Halt, Verbot | Haltezeichen, Notausschalteinrichtungen, Verbotszeichen                                                                                             |
| Rot              | Diese Farbe wird auch zur Kennzeichnung von Material zur Feuerbekämpfung verwendet.                                                                             | |
| Gelb             | Vorsicht! Mögliche Gefahr | Hinweis auf Gefahren (Feuer, Explosion, Strahlen, chemische Einwirkungen usw.); Kennzeichnung von Schwellen, gefährlichen Durchlässen, Hindernissen |
| Grün             | Gefahrlosigkeit, Erste Hilfe | Kennzeichnung von Notwegen und Notausgängen, Rettungsduschen, Erste-Hilfe- und Rettungsstationen                                                    |
| Blau             | Gebotszeichen, Hinweise | Verpflichtung zum Tragen einer persönlichen Schutzausrüstung; Standort eines Telefons                                                               |
| Blau             | Gilt als Sicherheitsfarbe nur in Verbindung mit einem Bildzeichen oder einem Text auf Gebotszeichen oder Hinweiszeichen mit sicherheitstechnischen Anweisungen. | |

## Zu verwendende Zeichen
Anhang II legt die einzelnen Symbole fest. Es werden die Kategorien Verbots-, Warn-, Gebots- und Rettungszeichen definiert, nicht jedoch Brandschutzzeichen.

### Verbotszeichen

Rauchen verboten
Feuer, offenes Licht und Rauchen verboten
Für Fußgänger verboten
Verbot, mit Wasser zu löschen
Kein Trinkwasser

### Warnzeichen

Warnung vor feuergefährlichen Stoffen
Warnung vor explosionsgefährlichen Stoffen
Warnung vor giftigen Stoffen
Warnung vor ätzenden Stoffen
Warnung vor radioaktiven Stoffen oder ionisierenden Strahlen
Warnung vor schwebender Last
Warnung vor Flurförderzeugen
Warnung vor gefährlicher elektrischer Spannung
Warnung vor einer Gefahrenstelle

### Gebotszeichen

Augenschutz tragen
Schutzhelm tragen
Gehörschutz tragen
Atemschutz tragen
Schutzschuhe tragen
Schutzhandschuhe tragen

### Rettungszeichen

Hinweis auf „Erste Hilfe“
Fluchtweg (Richtungsangabe für Fluchtweg)
Fluchtweg (Richtungsangabe für Fluchtweg)
Fluchtweg (über dem Fluchtausgang anzubringen)